# Valentin Möhl
Valentin Möhl (* 1772; † 1844) war ein badischer Politiker. Von 1820 bis 1832 war er Erster Bürgermeister von Mannheim.
Möhl betrieb in Mannheim eine Weinwirtschaft. Er war Oberst der Bürgerwehr und gehörte dem Rat der Stadt an. Nach dem Rücktritt von Johann Wilhelm Reinhardt wurde er 1820 zum Mannheimer Stadtoberhaupt gewählt. Im Jahr zuvor war in Mannheim August von Kotzebue durch Karl Ludwig Sand ermordet worden, so dass seine Amtszeit von den Karlsbader Beschlüssen geprägt war und er nur wenig Initiativen gegen die badische Obrigkeit ergriff. Durch ein neues Gesetz stieg die Zahl der Mannheimer mit Bürgerrecht 1832 stark an. Bei der fälligen Bürgermeisterwahl erhielt Möhl dann keine Mehrheit mehr.
Möhl war verheiratet mit Anna Linck, einer Tochter des Bildhauers Franz Conrad Linck. Die Stadt Mannheim hat eine Straße in der Schwetzingerstadt nach ihm benannt und pflegt sein Grab auf dem Hauptfriedhof als Ehrengrab. 1830 wurde Valentin Möhl mit dem Ritterkreuz des Zähringer Löwen-Ordens ausgezeichnet.